# Barun-Toriej
Barun-Toriej (ros.: Барун-Торей; mong.: Баруун Тарь нуур, Baruun Tar' nuur) – słone jezioro bezodpływowe na granicy Rosji (Kraj Zabajkalski) i Mongolii (ajmak wschodni). 
Leży na wysokości 597 m n.p.m. i jest połączone poprzez przepływ (ros. Утичья, Uticzja) z sąsiednim jeziorem Zun-Toriej. Wielkość jego powierzchni jest zmienna; przy wysokim stanie wody wynosi do ok. 580 km². Głębokość maksymalna wynosi 4 m. W okresie niewielkich opadów wysycha.
Jest jedynym w Rosji miejscem które zamieszkuje rzadki gatunek mewy reliktowej. 
Jezioro jest rdzeniem części rosyjskiej (Daurski Rezerwat Biosfery) międzynarodowego (Rosja, Chiny, Mongolia) obszaru chronionego "Dauria". Część mongolska jeziora wchodzi w skład ścisłego rezerwatu przyrody Mongol Daguur.